# Pilosocereus ×subsimilis
Pilosocereus ×subsimilis ist eine natürliche Arthybride in der Gattung Pilosocereus aus der Familie der Kakteengewächse (Cactaceae). Ihre Hybrideltern sind wahrscheinlich Pilosocereus floccosus subsp. quadricostatus und Pilosocereus magnificus.

## Beschreibung
Pilosocereus ×subsimilis wächst strauchig oder baumförmig, verzweigt oberhalb der Basis nur spärlich, bildet einen deutlichen Stamm und erreicht Wuchshöhen von 2 bis 5 Metern. Die aufrechten, leicht aufgerauten, dunkel- bis olivgrünen Triebe sind leicht glauk, schwach verholzt und weisen Durchmesser von 7 bis 10 Zentimetern auf. Es sind 4 bis 7 Rippen vorhanden. Die gelblichen bis braunen oder roten Dornen sind anfangs durchscheinend. Die 4 bis 5 aufsteigenden bis abstehenden Mitteldornen sind 0,7 bis 1,5 Zentimeter lang. Die 10 bis 14 aufsteigenden bis abstehenden Randdornen sind manchmal abgebogen und 6 bis 10 Millimeter lang. Der blühfähige Teil der Triebe ist etwas bis deutlich ausgeprägt. Die blühfähigen Areolen befinden sich auf allen Rippen in der Nähe der Spitze und bilden Ringe aus schwarzen, borstenartigen Dornen von bis zu 3 Zentimetern Länge und weißen Haaren.
Die Blüten sind bis zu 5 Zentimeter lang und erreichen Durchmesser von bis zu 2,5 Zentimetern. Die niedergedrückt kugelförmigen Früchte enthalten ein magentafarbenes Fruchtfleisch.

## Verbreitung und Systematik
Pilosocereus ×subsimilis ist im brasilianischen Bundesstaat Minas Gerais verbreitet.
Die Erstbeschreibung wurde 1986 von Carlos Toledo Rizzini (* 1921) und Armando de Mattos veröffentlicht.

## Nachweise